# Бой Сойерса
Бой Сойерса (англ. Sawyers Fight) — сражение между американской армией   и индейцами арапахо, произошедшее с 31 августа по 13 сентября 1865 года на территории современного округа Шеридан.

## Предыстория
В 1865 году Конгресс США одобрил экспедицию для строительства дороги от реки Найобрэра до посёлка шахтёров Вирджиния-Сити. Министр внутренних дел Джеймс Ашер назначил подполковника Джеймса Сойерса возглавить эту экспедицию. Солдаты, сопровождавшие экспедицию, включали батальон 5-й американской Добровольческой пехоты, роты С и D, под командованием капитана Джорджа Уиллифорда. Солдаты этих рот были набраны из армии бывших конфедератов, согласившиеся отправиться воевать с враждебными индейцами взамен на освобождение из плена. 
Примерно в это же время бригадный генерал Патрик Коннор начал карательную экспедицию на территорию Паудер-Ривер против лакота и шайеннов. Экспедиция под командованием подполковника Джеймса Сойерса, состоящая из большого каравана фургонов, обозов снабжения, нескольких инженеров и сопровождающих солдат армии США, поднявшись вдоль реки Найобрэра, направилась к Паудер-Ривер с намерением проложить дорогу в Монтану. Колонна Сойерса была атакована индейцами при Бон-Пайл-Крик и была вынуждена искать убежища в форте Коннор.

## Сражение
Полковник Джеймс Кидд, командующий фортом Коннор, выделил часть 6-го Мичиганского добровольческого кавалерийского полка в качестве нового эскорта для экспедиции Сойерса. Подполковник покинул форт и повёл своих людей по дороге, недавно проложенной войсками генерала Коннора, пока она не пересеклась с Бозманским трактом. 
31 августа индейцы обнаружили людей Сойерса и убили капитана Осмера Коула из 6-го Мичиганского полка. Колонна продолжила свой путь к реке Тонг и 1 сентября начала переправляться на другой берег. Подполковник не знал, что четыре дня назад Эдвард Коннор напал на лагерь северных арапахо, были убиты около 63 индейца и уничтожено всё их имущество. Северные арапахо, прежде не проявлявшие особой враждебности к белым, после нападения на их лагерь присоединились к лакота и шайеннам к войне против американцев.
Едва фургоны пересекли реку, воины арапахо атаковали и рассеяли стадо скота экспедиции. Солдаты подготовили гаубицу к бою, пока Сойерс занимался фургонами. Арапахо скрылись и Сойерс продолжил путь по дороге, но был атакован во второй раз. Подполковник образовал из фургонов линию обороны, но индейцы смогли убить двоих его людей. Сойерс решил переместить свою колонну и недалеко от места предыдущего боя был атакован в третий раз. На следующее утро лидеры индейцев встретились с Сойерсом. Они оказались из лагеря северных арапахо, недавно атакованного войском Коннора и считали, что люди Сойерса относятся к военным из карательной экспедиции. Вожди арапахо заявили, что они хотят вернуть табун лошадей, который захватили солдаты и скауты. Северные арапахо и Сойерс согласились послать по 3 человека на поиски войска Коннора. В то время, как арапахо надеялись вернуть своих лошадей, Сойерс искал военное подкрепление, чтобы продолжить свою экспедицию. В течение нескольких дней американцы и арапахо противостояли друг другу. 12 сентября, не дождавшись каких-либо известий от бригадного генерала, люди Сойерса взбунтовались и сместили его с поста командующего. С новым командованием экспедиция сумела оторваться от индейцев и 13 сентября начала возвращаться в форт Коннор.

## Итоги
Отступление продолжалось недолго, так как подкрепление, посланное генералом, прибыло обратно в форт Коннор под командованием капитана Альберта Брауна. С помощью Брауна Джеймс Сойерс восстановил свою власть над экспедицией и направился вновь к Вирджиния-Сити. Третья попытка достичь посёлка золотоискателей достигла успеха и экспедиция больше не участвовала в столкновениях с враждебными индейцами.
Памятник полю боя стоит вдоль американского шоссе 14, недалеко от города Дейтон, штат Вайоминг.